# بالدوین پارک (کالیفرنیا)
بالدوین پارک (به انگلیسی: Baldwin Park) شهری در شهرستان لس‌آنجلس، کالیفرنیا ایالت کالیفرنیا است که در سرشماری سال ۲۰۱۰ میلادی، ۷۵۳۹۰ نفر جمعیت داشته‌است.